# Цзянся
Цзянся́ (кит. упр. 江夏, пиньинь Jiāngxià) — район городского подчинения города субпровинциального значения Ухань провинции Хубэй (КНР).

## История
Ещё в 201 году до н. э. был образован округ Цзянся (江夏郡), а в его составе — уезд Шасянь (沙羡县). В 222 году Сунь Цюань объявил себя го-ваном государства У (吳國國王), а на горе Шэнашь было возведено укрепление Сякоу (夏口城), в котором разместились управляющие структуры округа Цзянся. После окончания эпохи Троецарствия и объединения китайских земель в империю Цзинь в Сякоуском укреплении разместились власти уезда Шасянь и созданного в 280 году округа Учан (武昌郡). После того, как северокитайские земли оказались под властью кочевников, и на юг хлынули огромные массы беженцев, для администрирование переселённых людей в этих местах был создан уезд Жунань (汝南县).
После объединения китайских земель в империю Суй в 589 году уезд Жунань был переименован в Цзянся (江夏县). После Синьхайской революции уезд Цзянся был в 1912 году переименован в уезд Учан (武昌县). В 1926 году урбанизированная часть уезда Учан была выделена в отдельный город Учан (впоследствии ставший частью города Ухань), а сельская местность осталась под управлением уездных властей.
В 1949 году был создан Специальный район Дае (大冶专区), и уезд вошёл в его состав. В 1952 году Специальный район Дае был расформирован, и уезд перешёл в состав Специального района Сяогань. В 1959 году Специальный район Сяогань был расформирован, и входившие в его состав уезды перешли под управление властей Уханя (где при этом к уезду Учан был присоединён уезд Цзяюй), но в 1961 году Специальный район Сяогань был воссоздан (а уезд Цзяюй был вновь выделен из уезда Учан). В 1965 году уезд был передан в состав Специального района Сяньнин (咸宁专区), который в 1970 году был переименован в Округ Сяньнин (咸宁地区). В 1975 году уезд был вновь передан под управление властей Уханя.
В 1995 году решением Госсовета КНР уезд Учан был расформирован, а на его месте был создан район городского подчинения Цзянся.

## Административное деление
Район делится на 10 уличных комитетов.

## Экономика
В районе расположен завод, выпускающий поезда и другое железнодорожное оборудование. 